# 171 Ophelia
Ofelia (ufficialmente 171 Ophelia) è un asteroide della fascia principale, in orbita attorno al Sole. Venne scoperto il 13 gennaio 1877 dall'astronomo francese Alphonse Louis Nicolas Borrelly. Il suo nome è dovuto all'omonimo personaggio dell'Amleto di William Shakespeare.
In virtù dei suoi parametri orbitali, Ofelia è comunemente considerato un membro della famiglia di asteroidi Temi.
La superficie dell'asteroide è scura; esso si compone probabilmente di condriti carbonacee di origine primitiva.
Nel 1979 è stata annunciata la scoperta di un possibile satellite asteroidale, in seguito ad attente analisi della curva di luce del planetoide; la scoperta non ha tuttavia mai ricevuto conferma.
Ofelia è anche il nome di un satellite naturale di Urano.